# Фулга (Бузау)
Фулга (рум. Fulga) насеље је у Румунији у округу Бузау у општини Чернатешти. Oпштина се налази на надморској висини од 200 m.

## Становништво
Према подацима из 2002. године у насељу је живело 458 становника, од којих су сви румунске националности.